# O Rei e Eu (musical)
O  Rei e Eu (The King and I) é um musical composto por Richard Rodgers e Oscar Hammerstein II (letras) baseado no livro Anna e o Rei (Anna and the King of Siam) de Margaret Landon. O romance é baseado nas memórias escritas por Anna Leonowens, que foi contratada para ensinar os filhos do rei Mongkut de Sião durante os anos de 1862 e 1868.
O musical estreou na Broadway, em Nova York em 1951 e foi a sexta colaboração da parceria Rodgers & Hammerstein. Teve ao todo 1246 performances, foi ganhadora do Tony Awards pela categoria de melhor musical entre outras categorias. Inspirou outras futuras montagens (revival) e filmes sendo a versão cinematográfica do musical de 1956, a mais conhecida (O Rei e Eu).

## Precedentes
Em 1950, Fanny Holtzmann, empresário da cantora e atriz Gertrude Lawrence procurava uma nova ideia para sua cliente quando o romance de Margaret Landon, Anna e o Rei de Sião foi enviado a ela por um agente da escritora. Ele sugeriu que uma adaptação teatral do livro seria um veículo ideal para a atriz. Holtzmann concordou, mas propôs que um musical seria melhor. Gertrude Lawrence queria Cole Porter para escrever o roteiro, mas seu empresário acabou enviando o livro a dupla Richard Rodgers e Oscar Hammerstein II. Rodgers inicialmente se opôs por que achou que Lawrence possuía uma voz que tendia para o bemol. Logo percebeu as qualidade do roteiro e compôs a trilha do musical que seria O Rei e Eu.
Inicialmente Rex Harrison foi designado para interpretar o rei, papel que havia feito em 1946 na primeira adaptação de livro, Anna and the King of Siam, porém estava indisponível. Holtzmann contactou Noël Coward, que não tinha interesse em participar de uma peça que fosse sua. Rodgers sugeriu o ator Alfred Drake, que só poderia assinar por seis meses.
As preparações de ensaio começaram em 1950. Hammerstein ecreveu o roteiro completo e contratou John van Druten, como diretor. O resto da produção incluía o coreógrafo Jerome Robbins,Jo Mielziner como designer de cenários e luz, e Irene Sharaff como figurino. Audições para o papel do Rei foram agendadas, e o primeiro candidato a aparecer foi Yul Brynner. Os produtores ficaram impressionados com a competente presença de palco e capacidade de leitura, e ofereceram-lhe o papel do Rei Mongkut.
Quando o show, cotado em $360,000, teve sua pré-estreia em New Haven em 27 de fevereiro de 1951, ultrapassava quase quatro horas de duração. Gertrude Lawrence, que sofria de aringite, ausentou-se dos ensaios, mas conseguiu uma performance. Houve diversas críticas entre o Variety e Philadelphia Boulletin.
A produção migrou para Boston, onde as críticas foram medíocres. Lawrence atrasou-se entre os dois primeiros números musicais. Rodgers concordou em escrever uma nova canção para ela, quando estava com a crianças, e "Getting to Know You" foi adicionada ao musical.Ocorreu em também esticar o número "Shall we Dance" (vem dançar) pois agradara o público de Boston.
Quando o musical estreou na Broadway as críticas foram excelentes tanto para o musical quanto para o novo ator descoberto, Yul Brynner.
A atriz, no entanto, ignorava que sofria de câncer, e sua condição exigiu muito para o papel. Com 52 anos, limitou suas performances, bastante abaixo do peso, não podia suportar o calor do teatro no verão. Sua substituta, Constance Carpenter a substituia nas matinês. Ela volta aos palcos mas deixa novamente, já no final de 1951,já sofrendo de exaustão, foi então internada no hospital para uma semana inteira de testes e a doença ainda não havia sido detectada. Em fevereiro de 1952 o marido da atriz pediu a Rodger para cancelarem a peça durante a páscoa, para que Gertrude pudesse se recuperar. Eles rejeitaram a oferta mas concordaram em substituí-la por Celeste Holm (conhecida por seu papel no filme A Malvada) por algum tempo. As performance de Gertrude Lawrence estavam indo de mal a pior, comprometendo o entendimento da plateia.
No final de agosto, Lawrence desmaiou após a matinê de O Rei e Eu e foi enviada ao New York Hospital, onde os médicos diagnosticaram-na com hepatite. Lawrence entrou em coma e faleceu um dia depois. No dia seguinte, a autópsia finalmente confirmou a doença. No dia de seu enterro, O Rei e Eu encerrou sua performance no St. James Theatre em Nova York.

## Produções

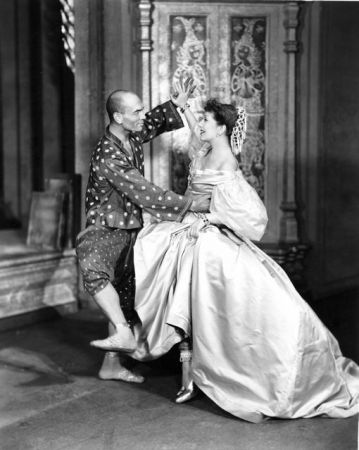
Yul Brynner e Gertrude Lawrence em O Rei e Eu.

### Broadway
O musical estreou na Broadway, Nova York no St. James Theatre em 29 de março de 1951. Correu por 1,246 performances e estrelou Yul Brynner como o Rei e Gertrude Lawrence como Anna. Ambos ganharam o Tony Awards por seus papéis. A produção também ganhou o Tony por melhor Cenário e design de Figurino.

### Londres
O show abriu temporada no Royal Theatre, Drury Lane no West End em 8 de outubro de 1953, com Valerie Hobson como Anna e Herbert Lom como o Rei .

### Revivals
A primeira remontagem de The King and I em Nova York foi apresentado no New York City Center Light Opera Company em Abril de 1956 em uma série de curta-temporadas por três semanas, estrelando Jan Clayton e Zachary Scott, readaptado por June Graham. A companhia reapresentou a peça em maio de 1960, May com Barbara Cook por três semanas.Em 1963 com Eileen Brennan e Manolo Fabregas, e mais uma vez em 1968 dessa vez com Constace Towers.

### Linconl Center
O The Music Theatre of Lincoln Center, com Rodgers como produtor reapresentou o musical em julho de 1964 com Rise Stevens e Darren McGavin. O diretor era Edward Greenberg e a coreografia por Yuriko. Foi a primeira produção após a reforma do teatro, por cinco semanas.

### Broadway Revival de 1977
Yul Brynner estrelou o Rei nessa produção, e Constance Towers interpretou Anna.  A produção estreou no Uris Theatre (atual Gershwin Theatre) em maio de 1977. Brynner sentiu-se confortável nessa produção, explicando que antes era jovem demais para fazer o papel de rei. Brynner reprisou seu papel por 4000 vezes em toda sua vida. Quando Constance Towers deixou a produção Angela Lansbury tomou o papel, e foi nomeada ao Drama Desk Award.

### Londres Revival de 1979
Yul Brynner novamente reprisou seu papel.

### Broadway Revival de 1985
Yul Brynner se apresentou como rei nesse revival que estreou no Broadway Theatre em janeiro de 1985 com Mary Beth Peil como Anna. A produção foi nominada a dois Tony Awards. Yul Brynner recebeu um Tony Awards Honorário por seu legendário papel. Neste mesmo ano, veio a falecer.

### Broadway Revival de 1996
A mais recente produção da Broadway estreou em Nova York em abril de 1996 no Neil Simon Theatre. Estrelando  Lou Diamond Phillips como o Rei, Donna Murphy como Anna, Randall Duk Kim como Kralaholme, Jose Llana como Lun Tha, Joohee Choi como Tuptim e Taewon Kim como Lady Thiang. A produção correu 780 performances. Ganhou o Drama Desk Award por Outstanding Revival of a Musical e  foi nominado a oito Tonys ganhador de quatro, incluindo Melhor Revival.

### Londres Revival de 2000
Uma nova produção baseada na versão de 1996 abriu temporada no London Palladium. O elenco incluía Elaine Paige e  Jason Scott Lee. Essa produção foi extremamente bem-sucedida e na bilheteria quase esgotavam-se ingressos, A produção encerrou-se em 2002 e saiu em turnê pelo Reino Unido.

### Turnê pela Ásia
O musical estreou em Shenzhen, China, no dia 25 de abril de 2007. Continuou por Hangzhou, China, assim como Seul, Kuala Lumpur e Singapura.

### Produção Brasileira de 2010
No dia 27 de fevereiro de 2010, o produtor Jorge Takla (conhecido  por recentes produções nacionais de My Fair Lady e West Side Story) estreia o musical no Teatro Alfa, em São Paulo. A sofisticada produção obteve excelentes criticas e indicações. Uma das melhores adaptações do musical em todo o mundo, sua versão em português ficou por conta de Cláudio Botelho, coreografia de Tânia Jardini e figurino de Fábio Natame. A montagem brasileira, fiel à produção original, foi um dos mais bem-sucedidos musicais adaptados no Brasil. Teve em seu elenco Tuca Andrada como o Rei, Cláudia Netto como Anna Leonowens, Luciana Bueno como Lady Thiang,e Bianca Tadini como Tumptim.